# 正徳の治
正徳の治（しょうとくのち）は、1709年から1716年の間、江戸幕府において、6代将軍徳川家宣、7代将軍徳川家継のもとで、復古原理主義の儒学者新井白石が進めた復古原理主義的文治政治である。5代将軍徳川綱吉の政治を立て直すという名目のもと、貨幣の質を戻したり、貿易を制限し、景気と財政を悪化させた。

## 正徳金銀の発行
家宣が将軍に就任すると、綱吉期に老中格であった柳沢吉保は隠居し、側用人松平忠周、松平輝貞ら先代の5代将軍徳川綱吉の権臣を更迭したが、勘定奉行には他に適任者がいないということで引き続き荻原重秀が留任していた。
荻原重秀は元禄期、今までの高純度の慶長金銀を回収し金銀含有率の低い元禄金銀を発行し、家宣時代になってからも将軍の承諾を取り付けることなく独断で宝永金銀を発行し、幕府財政の欠損を補うという貨幣政策をとった結果、約500万両（新井白石による推定）もしくは580万両（荻原重秀による推計）の出目（貨幣改鋳による差益）を生じ、インフレーションが発生していた。また、荻原は御用商人からの収賄や貨幣改鋳に関して巨額の利益を収めたなど汚職の噂が絶えなかった（白石著「折たく柴の記」による。荻原と政争を続けた本人の資料であることにも留意）。一方で、荻原の通貨改鋳政策によるインフレは経済成長に伴う常識的な範囲でコントロールされており、市場経済の発展で「通貨」の需要が増えていった時代のニーズをとらえていたという論考もある（「荻原重秀」の項目も参照）。
復古原理主義者の白石は荻原の意図を理解できず「有史以来の奸物」「極悪人」と断じ、荻原を罷免すべきという上申書を提出すること3度におよび、最後には荻原を罷免しなければ殿中で荻原を暗殺すると迫ったため、家宣は正徳2年（1712年）に荻原を罷免した。その後、荻原は罪を問われ下獄するが、取調べのやり方などは極めて異例で、白石の政治的陰謀を指摘する説もある。他にも様々な説があり、歴史解析が待たれている。
ようやく貨幣政策に関してイニシアティブを握った復古原理主義者の白石は貨幣の含有率を元に戻すよう主張。有名な正徳金銀は新井の建言で発行されたもので、経済の実勢にそぐわない政策でデフレーションが発生した。事実、元禄金銀・宝永金銀（あわせて金2545万両、銀146万貫）と比較すると、正徳の治の間に行われた改鋳量は正徳小判・一分金合わせて約21万両である。ただし、これは初期の正徳前期の鋳造量であり、品位を若干上げた正徳後期（享保金）は828万両になる（『吹塵録』、『貨幣秘録』など）。また、正徳銀の鋳造量は33万貫余である。社会全体のGDPが上昇する中で、額面としての通貨供給量が減少したのは確かであり、デフレを引き起こした。
徳川吉宗が将軍に就任し、新井白石が罷免された後、吉宗は白石の良貨政策については引き継ぎ、むしろ正徳金銀の通用について一段と強力な措置を講じた。享保3年（1718年）に通用金銀を正徳金銀にした上で、享保7年末（1723年2月4日）に元禄・宝永金銀の通用を停止させた。吉宗が推進した享保の改革の緊縮財政により米価の下落、本格的なデフレ不況となった。

### 宝永・享保期の推定金銀流通高
ここで、上記の元禄金銀・宝永金銀の合計の流通量であるが、元禄金銀から宝永金銀、あるいは宝永銀の各種（宝字銀→永字銀→三ツ宝銀→四ツ宝銀）の貨幣改鋳に関してもそれぞれ旧金銀を回収して新金銀を発行しているため、市場において元禄金銀・宝永金銀の鋳造分すべての合計が同時に流通していたわけではない。実際には幕府の損失を伴う良貨への改鋳はなかなか進捗せず、正徳年間の正徳金銀の鋳造量は極わずかで、元禄・宝永金銀各種との混在流通が続く状態であった。
明治新政府による鋳造高から輸出高及び改鋳高を差し引いた流通高の調査によれば、金について正徳金の鋳造開始直前の正徳4年（1714年）、および正徳・享保金鋳造終了時の元文元年（1736年）は以下の通りであった。
| 貨幣   | 総鋳造高        | 正徳4年            | 元文元年          |
| ------ | --------------- | ------------------ | ----------------- |
| 元禄金 | 13,936,220両1分 | 198,540両1分2朱    | 198,540両1分2朱   |
| 宝永金 | 11,515,500両    | 11,515,500両       | 280,866両3分      |
| 正徳金 | 213,500両       |                    | 16,795両1分       |
| 享保金 | 8,280,000両     |                    | 8,145,894両       |
| 合計   |                 | 11,714,040両1分2朱 | 8,642,096両1分2朱 |

同調査で銀については、正徳4年（1714年）、および元文元年（1736年）は宝永銀各種は全て改鋳され0貫になっているなど仮定が粗い推定である。
| 貨幣     | 総鋳造高  | 正徳4年   | 元文元年  |
| -------- | --------- | --------- | --------- |
| 元禄銀   | 405,850貫 | 0         | 0         |
| 宝字銀   | 278,130貫 | 0         | 0         |
| 永字銀   | 5,836貫   | 5,836貫   | 0         |
| 三ツ宝銀 | 370,487貫 | 370,487貫 | 0         |
| 四ツ宝銀 | 401,240貫 | 401,240貫 | 0         |
| 正徳銀   | 331,420貫 |           | 331,025貫 |
| 合計     |           |           |           |

また、銀について鋳造高から改鋳高を差し引いた世上在高としては、住友家の史料による荻原重秀が罷免され宝永銀が吹止めとなった正徳2年（1712年）の時点、『月堂見聞集』による吉宗による元禄・宝永金銀通用停止前の享保6年7月（1721年8月頃）時点は以下のようであった。ただし、これは輸出高は考慮されていない。
| 貨幣     | 総鋳造高  | 正徳2年   | 享保6年7月     |
| -------- | --------- | --------- | -------------- |
| 元禄銀   | 405,850貫 | 186,417貫 | 148,417貫038匁 |
| 宝字銀   | 278,130貫 | 52,505貫  | 12,734貫       |
| 永字銀   | 5,836貫   | 1,957貫   | 724貫          |
| 三ツ宝銀 | 353,870貫 | 169,947貫 | 3,114貫400匁   |
| 四ツ宝銀 | 401,240貫 | 394,700貫 | 13,913貫900匁  |
| 正徳銀   | 331,420貫 |           | 223,080貫571匁 |
| 合計     |           | 805,526貫 | 401,983貫909匁 |

## 対琉球
白石は北方の蝦夷地とともに、南方の琉球に関心を寄せた。白石は正徳元年（1711年）、自ら伏見の薩摩藩邸において、琉球の王子2名と会見している。琉球は国書について、家宣の代から漢文体を採用し書簡の形式も改めた。しかし、「大君」「尊夫人」「貴国」「台聴」などの文字を白石は問題視した。最終的には、琉球の実質的な支配者である薩摩藩主島津吉貴に任せることになり、小さな紛糾で済んだ。

## 海舶互市新例
長崎貿易の決済には金銀が多用されたが、この結果、日本の国内通貨量のうち金貨の4分の1、銀貨の4分の3が開幕から元禄までの間に海外に流出したと白石は計算した。そして、白石は長崎奉行大岡清相からの意見書を参考に、改革案を起案した。これが海舶互市新例（正徳新令、長崎新令とも呼ばれる）で正徳5年（1715年1月11日）に施行され、基本政策は幕末まで踏襲される。
この法制の骨子は輸入規制と商品の国産化推進である。すなわち長崎に入る異国船の数を制限し、かつ貿易額そのものにも制限を加えるというものである。具体的には清国船は年間30艘、交易額は銀6000貫にまで制限し、また和蘭船は年間2隻、貿易額は3000貫に制限した。また、これまでの輸入品であった綿布、生糸、砂糖、鹿皮、絹織物などの海外品はむしろ国産化を推進すべきである、農民は米穀のみをつくり商品作物の栽培は禁ずるという伝統的な封建制度の政策はその限りにおいて緩和されるべきであると考えた。
海舶互市新「例」であり、注意が必要である。また、同法の画期的な部分は次回来航期限を定めた信牌交付や長崎の行政改革による貿易管理の強化の部分にある。貿易額の制限そのものは綱吉時代の踏襲に過ぎず、更に白石の意見書には綱吉時代の改革で金銀の海外流出はほとんどなくなっていた事実を意図的に無視するなど、儒教的な抑商思想に由来する貿易統制ありきの発想が存在する。

## 勘定吟味役の再設
賄賂の横行や罷免された荻原重秀の独断専行を目の当たりにしていた白石は先に荻原が廃止した勘定吟味役を正徳2年に再度設置し、杉岡能連と萩原美雅（ともに後に勘定奉行）を任命し、勘定所自体の綱紀の引き締めを図った。

## 朝鮮通信使待遇改訂
日朝関係は豊臣秀吉の朝鮮出兵によって破壊され、関係の復旧に意欲を示した徳川家康は対馬の宗氏を通じて国交回復の交渉を行い、結果寛永13年（1636年）に通信使という名の使節の最初の者が送られてきたのを皮切りに、以後、将軍の代替わりの度に通信使が来日することになる。家宣が将軍に就いた時にも、それを祝って正徳元年に第8回目の通信使が来日している。変更の骨子は「経費節減」と「将軍の呼称の変更」の2つである。その背景にあるのは、白石の対朝鮮外交の基本方針である、和平・簡素・対等である。
1. 正使以下の一行の人数は約500人、供を含めると大体1000人、対馬から江戸までの道中は各藩が担当したからその人数も含めると更に多くなる。また、李氏朝鮮も徹底した文治主義をとり、非常に形式主義的な性格の強い朝鮮使節の応接は勅旨以上に気を使うものであった。白石は通信使の応接に約100万両という巨額の費用がかかり、そのため、幕府財政が傾く恐れがある、こう判断し、60万両で抑えることに成功している。
2. 朝鮮側の国書の宛先を「日本国大君」から「日本国王」に直した。

白石としては、「征夷大将軍」は日本国内でこそ威権があるが海外では何を意味するのかが不明であり、大君の称も朝鮮では王子の嫡子に対する称号として用いられていたため、この際、足利時代にも一度国書で使用された「国王」に変更すべきであるというものであった。これに対しては幕府内反対派の林家から「国王は天皇を指し、将軍が国王を名乗るべきではなく、無用の改変。平地に波風を立てるもの」、対馬藩藩儒雨森芳洲から「李氏朝鮮は急激な変革を特に嫌う。再考願いたい」とそれぞれ反論をうけ、一時は白石の辞職願にまで発展したが、将軍家宣の全面的な白石支持により事なきを得、最終的に実現している。
使節待遇の変更は朝鮮側の誤解を招き、抗議を受ける場面もあった。しかし、必ずしも使節を冷遇したわけではない。朝鮮国王への返書を将軍自らが手渡したり、江戸城内で舞楽を上演したりするなど、礼遇と呼べる面もある。

### 白石の描いた日朝対等の図式
出典：
```
日本
天皇
──（任命→）──
徳川
将軍

   ↑                       ↑
  対等                     対等
   ↓                       ↓

清国
皇帝
──（
冊封
→）──
朝鮮国王
```

## 閑院宮家の創設
当時、宮家は伏見宮家、京極宮家、有栖川宮家と3家あり、この3家を継いだ場合を除き親王を名乗ることができず、その他の皇室の子女はすべて出家されるという形になっていた。朝幕共存共栄の見地から、皇家の血統に万一があった場合を考えての創設であった。宝永7年（1710年）の宮家創設から半世紀後、後桃園天皇が崩御し皇継が絶えそうになった際、閑院宮家から典仁親王の第6王子・兼仁王が光格天皇となり、その後、光格→仁孝→孝明→明治→大正→昭和→明仁→徳仁と続き、今日に続いている。閑院宮家の設立は皇継断絶を救う結果となったのである。

## 武家諸法度改定（「宝永令」）
武家諸法度は、白石以前にも以降にもたびたび改定されているが、宝永7年に白石はその1つ、「宝永令」を起草した。形式としては、先代の5代将軍徳川綱吉時代の「天和令」から和漢混交文となっていたが、白石はそれをさらに進め、日本文で書いた。内容的にも理念面、文治政治の理念が明瞭に表れているとされる。なお、この宝永令が効力を持った期間は7年ほどに過ぎないが、武家諸法度としては最も整備したもの、白眉的存在という評価がある。

## 生類憐れみの令を廃止
綱吉の時代の生類憐れみの令について、綱吉は自身の没後も継続を希望していたが、早くも綱吉死後の10日目には家宣が主要法令の廃止を決め、これによって処罰されていた6000人以上の人の罪を解いた。その後も家畜遺棄禁止や捨て子・病人の保護など一部を除き、法令は順次廃止となった。

## 改革の評価
徳川吉宗は将軍就任後、新井白石らの手による「正徳の治」で行われた法令を多く廃止した。これは白石の方針が間違っているとの考えによるものであるが、正しいと考えた方針には理解を示し、廃止しなかった。「海舶互市新例（長崎新令）」、良貨政策の存続はその例である。そのため、吉宗は単純に白石が嫌いであると思っていた幕臣たちは驚き、吉宗の考えが理解できなかったという。なお、一説には吉宗は白石の著書を廃棄して学問的な弾圧をも加えたとも言われている。